# Impeachment Donalda Trumpa (2021)

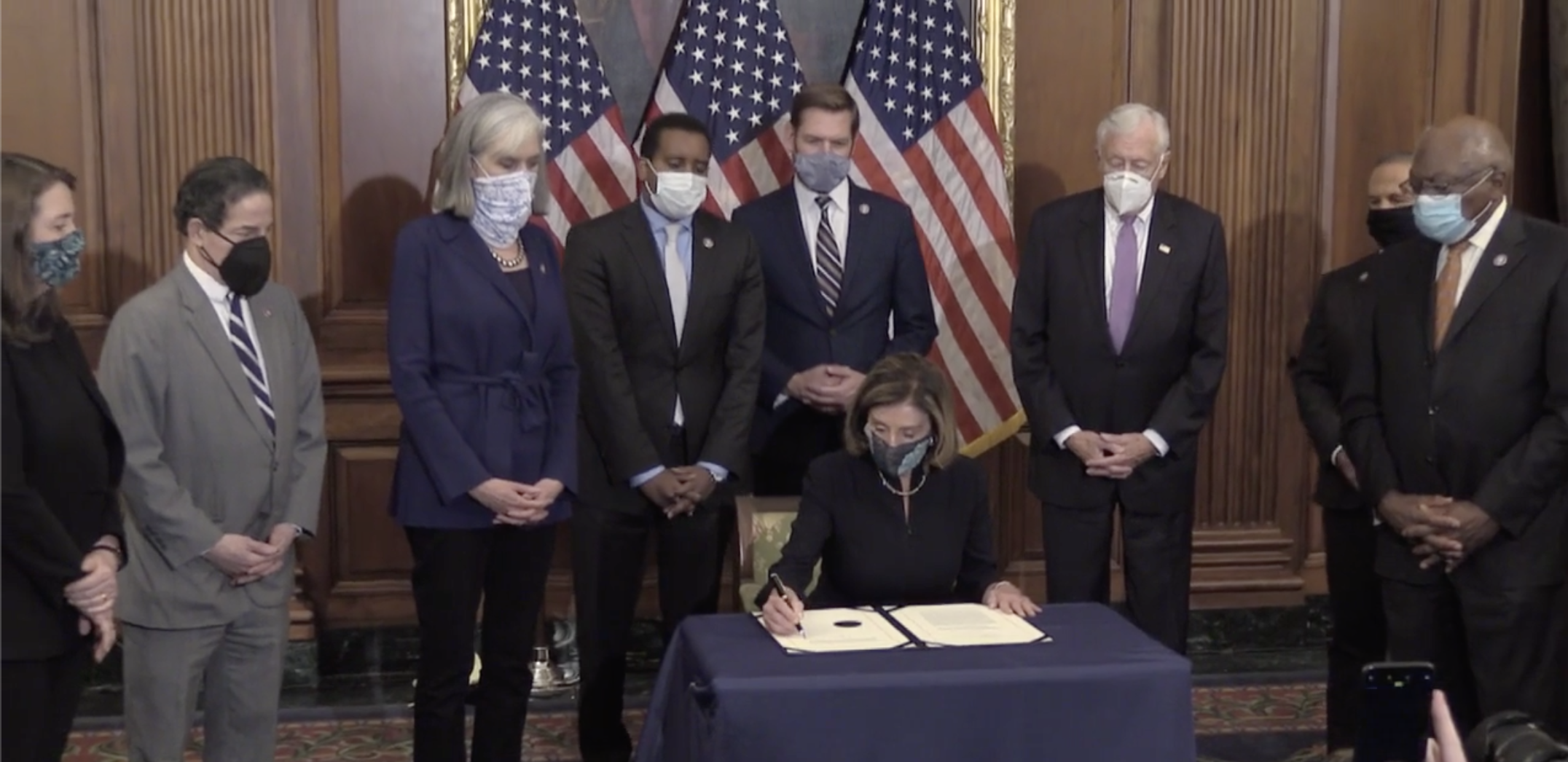
Nancy Pelosi podpisująca rezolucję o postawieniu Donalda Trumpa w stan oskarżenia

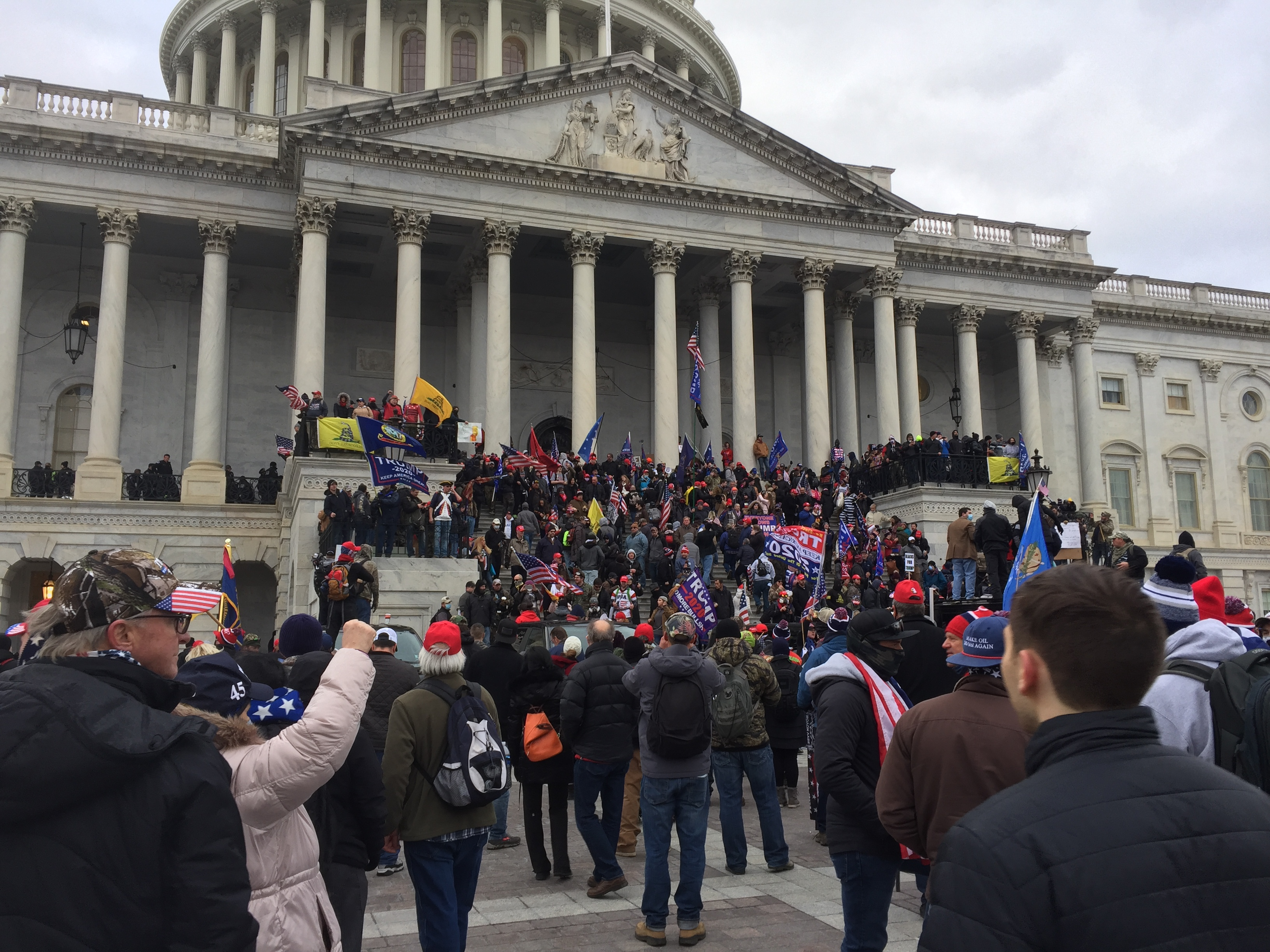
Zwolennicy Donalda Trumpa podczas ataku na Kapitol

Impeachment Donalda Trumpa w 2021 roku – oficjalne postawienie przez Izbę Reprezentantów Stanów Zjednoczonych 45. prezydenta Donalda Trumpa, w stan oskarżenia w ramach procedury impeachmentu w następstwie ataku demonstrantów na Kapitol 6 stycznia 2021 roku.
Działania poprzedzające impeachment 45. prezydenta Stanów Zjednoczonych poprzedziła Spiker Izby Reprezentantów, Nancy Pelosi nawołując do 48. wiceprezydenta, aby ten niezwłocznie wykorzystał moc 25. poprawki do konstytucji Stanów Zjednoczonych, spotkało się to z odmową. Wnioskująca Partia Demokratyczna przedstawiła zarzuty, argumentując, że „zdradził zaufanie jako prezydent, wyrządzając jawną krzywdę obywatelom Stanów Zjednoczonych”. Dokument wszczynający oficjalnie tę procedurę został złożony 11 stycznia 2021 r.
Według sformułowanych zarzutów impeachmentu, Donald John Trump popełnił zbrodnie i wykroczenia, przez celowe podżeganie do przemocy przeciwko władzom Stanów Zjednoczonych,

Donald John Trump engaged in high Crimes and Misdemeanors by willfully inciting violence against the Government of the United States.

{{Cytat}} Linki zewnętrzne: "źródło".Donald Trump został postawiony w stan oskarżenia 13 stycznia 2021. Za rezolucją głosowało 232 członków izby niższej Kongresu, 197 było przeciw. Wniosek poparli wszyscy 222 kongresmeni Partii Demokratycznej i 10 reprezentantów Partii Republikańskiej.
13 lutego 2021 Donald Trump został uniewinniony z zarzutu podżegania do przemocy przeciwko władzom Stanów Zjednoczonych. Wniosek nie osiągnął wymaganej większości 2/3 głosów w stuosobowym Senacie. 57 senatorów głosowało za skazaniem, 43 było przeciwko. „Za” głosowali wszyscy senatorowie Partii Demokratycznej i niezależni oraz 7 senatorów Partii Republikańskiej.